# Heineken Cup 2009-2010
Heineken Cup 2009-10 (in inglese 2009-10 Heineken Cup; in francese H Cup 2009-10) fu la 15ª edizione della massima competizione europea per club di rugby a 15.
Si tenne dal 10 settembre 2009 al 22 maggio 2010 tra 24 squadre provenienti da Francia, Inghilterra, Galles, Irlanda, Italia e Scozia nel consolidato formato di sei gironi da quattro squadre ciascuno con passaggio ai quarti della vincitrice di ogni girone più le due migliori seconde.
Lo spareggio italo-celtico per determinare il 24° club partecipante vide la vittoria del gallese Newport Gwent Dragons sull'italiana Calvisano.
Fu, anche, l'ultima volta in cui tale spareggio si tenne: nella stagione successiva, con l'ingresso di due club italiani in Celtic League, cambiarono i criteri di qualificazione in quanto non toccò più al campionato esprimere le partecipanti italiane alla competizione.
La finale, tenutasi allo Stade de France di Saint-Denis, fu un derby francese tra Biarritz e Tolosa, vinto 21-19 da quest'ultima, che nell'occasione si aggiudicò la sua quarta coppa rafforzando il record del medagliere della competizione.
L'affluenza di 78962 spettatori costituì all'epoca il record di presenze per l'Europa continentale nonché la seconda maggiore di sempre.
Il valore delle marcature, come stabilito dall’IRFB nel 1992, era: 5 punti per ciascuna meta (7 se trasformata), 3 punti per la realizzazione di ciascun calcio piazzato, idem per il drop.

## Formula
Le squadre furono ripartite in sei gironi da quattro squadre ciascuno.
Ai quarti di finale accedettero la prima classificata di ciascuno dei sei gironi più le due seconde migliori classificate per punteggio e differenza punti marcati.
Il punteggio ai fini della classifica fu quello a bonus dell'Emisfero Sud, che per ogni partita prevede:
- 4 punti per la vittoria
- 2 punti ciascuno per il pareggio
- 0 punti per la sconfitta
- 1 punto aggiuntivo per la o le squadre che realizzino almeno 4 mete
- 1 eventuale punto per la squadra sconfitta con sette o meno punti di scarto.

Le squadre prime classificate, in ordine decrescente di punteggio in classifica e, a parità di esso, di differenza punti marcati/subiti, occuparono i posti del seeding da 1 a 6; le seconde classificate, ordinate secondo lo stesso criterio, i posti 7 e 8.
I quarti di finale videro le squadre con il ranking da 1 a 4 affrontare in gara unica sul proprio campo quelle con seeding rispettivamente da 8 a 5 secondo il seguente ordine:
1. seeding 1 – seeding 8
2. seeding 2 – seeding 7
3. seeding 3 – seeding 6
4. seeding 4 – seeding 5

Le due semifinali furono determinate per sorteggio in gara unica, in sede da stabilire a cura di ERC.
La finale si tenne in gara unica allo stade de France di Saint-Denis.

## Spareggio italo-celtico
| Arbitro: | Dave Pearson |

|                |      |                                               |
| García Bernabò | mt   | Fussell Charteris A. Smith A. Black (2) Sidey |
| Fraser Raineri | tr   | Arlidge (6)                                   |
| Raineri        | c.p. |                                               |

## Squadre partecipanti
| Girone A                  | Girone B                  | Girone C                   |
| ------------------------- | ------------------------- | -------------------------- |
| Benetton (Italia)         | Biarritz (Francia)        | Clermont (Francia)         |
| Munster (Irlanda)         | Gloucester (Inghilterra)  | Leicester (Inghilterra)    |
| Northampton (Inghilterra) | Glasgow Warriors (Scozia) | Ospreys (Galles)           |
| Perpignano (Francia)      | Newport G.D. (Galles)     | Viadana (Italia)           |
| Girone D                  | Girone E                  | Girone F                   |
| Bath (Inghilterra)        | Cardiff Blues (Galles)    | Brive (Francia)            |
| Edimburgo (Scozia)        | Harlequins (Inghilterra)  | Leinster (Irlanda)         |
| Stade français (Francia)  | Sale Sharks (Scozia)      | London Irish (Inghilterra) |
| Ulster (Irlanda)          | Tolosa (Francia)          | Scarlets (Galles)          |

## Fase a gironi

### Girone A
|            | Incontri                 |       |
| ---------- | ------------------------ | ----- |
| 10-10-2009 | Benetton – Perpignano    | 9-8   |
| 10-10-2009 | Northampton – Munster    | 31-27 |
| 16-10-2009 | Perpignano – Northampton | 29-13 |
| 17-10-2009 | Munster – Benetton       | 41-10 |
| 11-12-2009 | Munster – Perpignano     | 24-23 |
| 12-12-2009 | Northampton – Benetton   | 30-18 |
| 19-12-2009 | Perpignano – Munster     | 14-37 |
| 20-12-2009 | Benetton – Northampton   | 18-21 |
| 16-1-2010  | Northampton – Perpignano | 34-0  |
| 17-1-2010  | Benetton – Munster       | 7-44  |
| 22-1-2010  | Perpignano – Benetton    | 34-6  |
| 22-1-2010  | Munster – Northampton    | 12-9  |

#### Classifica
| Pos | Squadra     | G | V | N | P | PF  | PS  | P±   | BP | PT |
| --- | ----------- | - | - | - | - | --- | --- | ---- | -- | -- |
| A1  | Munster     | 6 | 5 | 0 | 1 | 185 | 94  | 91   | 4  | 24 |
| A2  | Northampton | 6 | 4 | 0 | 2 | 138 | 104 | 34   | 3  | 19 |
| A3  | Perpignano  | 6 | 2 | 0 | 4 | 108 | 123 | −15  | 3  | 11 |
| A4  | Benetton    | 6 | 1 | 0 | 5 | 68  | 178 | −110 | 1  | 5  |

### Girone B
|            | Incontri              |       |
| ---------- | --------------------- | ----- |
| 9-10-2009  | Gloucester – Dragons  | 19-17 |
| 10-10-2009 | Glasgow – Biarritz    | 18-22 |
| 16-10-2009 | Dragons – Glasgow     | 22-14 |
| 17-10-2009 | Biarritz – Gloucester | 42-15 |
| 11-12-2009 | Glasgow – Gloucester  | 33-11 |
| 13-12-2009 | Biarritz – Dragons    | 49-13 |
| 19-12-2009 | Gloucester – Glasgow  | 19-6  |
| 20-12-2009 | Dragons – Biarritz    | 8-26  |
| 15-1-2010  | Glasgow – Dragons     | 29-25 |
| 16-1-2010  | Gloucester – Biarritz | 23-8  |
| 24-1-2010  | Dragons – Gloucester  | 32-23 |
| 24-1-2010  | Biarritz – Glasgow    | 41-20 |

#### Classifica
| Pos | Squadra          | G | V | N | P | PF  | PS  | P±  | BP | PT |
| --- | ---------------- | - | - | - | - | --- | --- | --- | -- | -- |
| B1  | Biarritz         | 6 | 5 | 0 | 1 | 188 | 97  | 91  | 3  | 23 |
| B2  | Gloucester       | 6 | 4 | 0 | 2 | 119 | 129 | −10 | 1  | 17 |
| B3  | Glasgow Warriors | 6 | 2 | 0 | 4 | 120 | 140 | −20 | 1  | 9  |
| B4  | Newport G.D.     | 6 | 1 | 0 | 5 | 108 | 169 | −61 | 2  | 6  |

### Girone C
|            | Incontri             |       |
| ---------- | -------------------- | ----- |
| 10-10-2009 | Clermont – Viadana   | 36-18 |
| 11-10-2009 | Leicester – Ospreys  | 32-32 |
| 17-10-2008 | Viadana – Leicester  | 11-46 |
| 18-10-2008 | Ospreys – Clermont   | 25-24 |
| 12-12-2009 | Viadana – Ospreys    | 7-62  |
| 13-12-2009 | Clermont – Leicester | 40-30 |
| 19-12-2009 | Ospreys – Viadana    | 45-19 |
| 19-12-2009 | Leicester – Clermont | 20-15 |
| 16-1-2010  | Leicester – Viadana  | 47-8  |
| 16-1-2010  | Clermont – Ospreys   | 27-7  |
| 24-1-2010  | Viadana – Clermont   | 20-59 |
| 24-1-2010  | Ospreys – Leicester  | 17-12 |

#### Classifica
| Pos | Squadra   | G | V | N | P | PF  | PS  | P±   | BP | PT |
| --- | --------- | - | - | - | - | --- | --- | ---- | -- | -- |
| C1  | Clermont  | 6 | 4 | 0 | 2 | 201 | 120 | 81   | 5  | 21 |
| C2  | Ospreys   | 6 | 4 | 1 | 1 | 188 | 121 | 67   | 2  | 20 |
| C3  | Leicester | 6 | 3 | 1 | 2 | 187 | 123 | 64   | 4  | 18 |
| C4  | Viadana   | 6 | 0 | 0 | 6 | 83  | 295 | −212 | 0  | 0  |

### Girone D
|            | Incontri                   |       |
| ---------- | -------------------------- | ----- |
| 9-10-2009  | Ulster – Bath              | 26-12 |
| 9-10-2009  | Stade français – Edimburgo | 31-7  |
| 17-10-2009 | Edimburgo – Ulster         | 17-13 |
| 18-10-2009 | Bath – Stade français      | 27-29 |
| 12-12-2009 | Ulster – Stade français    | 23-13 |
| 13-12-2009 | Bath – Edimburgo           | 16-9  |
| 19-12-2009 | Stade français – Ulster    | 29-16 |
| 20-12-2009 | Edimburgo – Bath           | 9-6   |
| 15-1-2010  | Ulster – Edimburgo         | 21-13 |
| 16-1-2010  | Stade français – Bath      | 15-13 |
| 23-1-2010  | Bath – Ulster              | 10-28 |
| 23-1-2010  | Edimburgo – Stade français | 9-7   |

#### Classifica
| Pos | Squadra        | G | V | N | P | PF  | PS  | P±  | BP | PT |
| --- | -------------- | - | - | - | - | --- | --- | --- | -- | -- |
| D1  | Stade français | 6 | 4 | 0 | 2 | 124 | 95  | 29  | 2  | 18 |
| D2  | Ulster         | 6 | 4 | 0 | 2 | 127 | 94  | 33  | 1  | 17 |
| D3  | Edimburgo      | 6 | 3 | 0 | 3 | 64  | 94  | −30 | 1  | 13 |
| D4  | Bath           | 6 | 1 | 0 | 5 | 84  | 116 | −32 | 3  | 7  |

### Girone E
|            | Incontri                 |       |
| ---------- | ------------------------ | ----- |
| 10-10-2009 | Cardiff – Harlequins     | 20-6  |
| 11-10-2009 | Tolosa – Sale Sharks     | 36-17 |
| 16-10-2009 | Sale Sharks – Cardiff    | 27-26 |
| 17-10-2009 | Harlequins – Tolosa      | 19-23 |
| 12-12-2009 | Cardiff – Tolosa         | 15-9  |
| 13-12-2009 | Harlequins – Sale Sharks | 19-29 |
| 19-12-2009 | Tolosa – Cardiff         | 23-7  |
| 20-12-2009 | Sale Sharke – Harlequins | 21-17 |
| 16-1-2010  | Cardiff – Sale Sharks    | 36-19 |
| 17-1-2010  | Tolosa – Harlequins      | 33-21 |
| 23-1-2010  | Harlequins – Cardiff     | 20-45 |
| 23-1-2010  | Sale Sharks – Tolosa     | 13-19 |

#### Classifica
| Pos | Squadra       | G | V | N | P | PF  | PS  | P±  | BP | PT |
| --- | ------------- | - | - | - | - | --- | --- | --- | -- | -- |
| E1  | Tolosa        | 6 | 5 | 0 | 1 | 143 | 92  | 51  | 3  | 23 |
| E2  | Cardiff Blues | 6 | 4 | 0 | 2 | 149 | 104 | 45  | 2  | 18 |
| E3  | Sale Sharks   | 6 | 3 | 0 | 3 | 126 | 153 | −27 | 2  | 14 |
| E4  | Harlequins    | 6 | 0 | 0 | 6 | 102 | 171 | −69 | 2  | 2  |

### Girone F
|            | Incontri                |       |
| ---------- | ----------------------- | ----- |
| 9-10-2009  | Leinster – London Irish | 9-12  |
| 10-10-2009 | Scarlets – Brive        | 24-12 |
| 17-10-2009 | London Irish – Scarlets | 25-27 |
| 17-10-2009 | Brive – Leinster        | 13-36 |
| 12-12-2009 | Scarlets – Leinster     | 7-32  |
| 12-12-2009 | Brive – London Irish    | 3-36  |
| 19-12-2009 | Leinster – Scarlets     | 39-7  |
| 19-12-2009 | London Irish – Brive    | 34-13 |
| 16-1-2010  | Scarlets – London Irish | 31-22 |
| 17-1-2010  | Leinster – Brive        | 27-10 |
| 23-1-2010  | London Irish – Leinster | 11-11 |
| 23-1-2010  | Brive – Scarlets        | 17-20 |

#### Classifica
| Pos | Squadra      | G | V | N | P | PF  | PS  | P±   | BP | PT |
| --- | ------------ | - | - | - | - | --- | --- | ---- | -- | -- |
| F1  | Leinster     | 6 | 4 | 1 | 1 | 154 | 60  | 94   | 4  | 22 |
| F2  | Scarlets     | 6 | 4 | 0 | 2 | 116 | 147 | −31  | 1  | 17 |
| F3  | London Irish | 6 | 3 | 1 | 2 | 140 | 94  | 46   | 3  | 17 |
| F4  | Brive        | 6 | 0 | 0 | 6 | 68  | 177 | −109 | 1  | 1  |

## Seedingdopo la fase a gironi
| Pos | Squadra        | G | V | N | P | PF  | PS  | DP  | BMP | Pt |
| --- | -------------- | - | - | - | - | --- | --- | --- | --- | -- |
| 1   | Munster        | 6 | 5 | 0 | 1 | 185 | 94  | +91 | 4   | 24 |
| 2   | Biarritz       | 6 | 5 | 0 | 1 | 188 | 97  | +91 | 3   | 23 |
| 3   | Tolosa         | 6 | 5 | 0 | 1 | 143 | 92  | +51 | 3   | 23 |
| 4   | Leinster       | 6 | 4 | 1 | 1 | 154 | 60  | +94 | 4   | 22 |
| 5   | Clermont       | 6 | 4 | 0 | 2 | 201 | 120 | +81 | 5   | 21 |
| 6   | Stade français | 6 | 4 | 0 | 2 | 124 | 95  | +29 | 2   | 18 |
| 7   | Ospreys        | 6 | 4 | 1 | 1 | 188 | 121 | +67 | 2   | 20 |
| 8   | Northampton    | 6 | 4 | 0 | 2 | 138 | 104 | +34 | 3   | 19 |
| 9   | Cardiff Blues  | 6 | 4 | 0 | 2 | 149 | 104 | +45 | 2   | 18 |
| 10  | Gloucester     | 6 | 4 | 0 | 2 | 119 | 129 | −10 | 1   | 17 |
| 11  | Scarlets       | 6 | 4 | 0 | 2 | 116 | 147 | −31 | 1   | 17 |
| 12  | Ulster         | 6 | 4 | 0 | 2 | 127 | 94  | +33 | 1   | 17 |

## Play-off
|  | Quarti di finale | Quarti di finale | Quarti di finale |          |          | Semifinali | Semifinali | Semifinali |  |  | Finale | Finale | Finale |  |
|  |                  |                  |                  |          |          |            |            |            |  |  |        |        |        |  |
|  | 2                | Biarritz         | 29               |          |          |            |            |            |  |  |        |        |        |  |
|  | 2                | Biarritz         | 29               |          |          |            |            |            |  |  |        |        |        |  |
|  | 7                | Ospreys          | 28               |          |          |            |            |            |  |  |        |        |        |  |
|  | 7                | Ospreys          | 28               |          | Biarritz | Biarritz   | 18         |            |  |  |        |        |        |  |
|  |                  |                  |                  |          | Biarritz | Biarritz   | 18         |            |  |  |        |        |        |  |
|  |                  |                  | Munster          | Munster  | 7        |            |            |            |  |  |        |        |        |  |
|  | 1                | Munster          | Munster          | Munster  | 7        | 33         |            |            |  |  |        |        |        |  |
|  | 1                | Munster          |                  |          |          |            |            |            |  |  |        |        |        |  |
|  | 8                | Northampton      | 19               |          |          |            |            |            |  |  |        |        |        |  |
|  | 8                | Northampton      | 19               |          | Biarritz | Biarritz   | 19         |            |  |  |        |        |        |  |
|  |                  |                  |                  |          |          |            |            |            |  |  |        |        |        |  |
|  |                  |                  | Tolosa           | Tolosa   | 21       |            |            |            |  |  |        |        |        |  |
|  | 3                | Tolosa           | Tolosa           | Tolosa   | 21       | 42         |            |            |  |  |        |        |        |  |
|  | 3                | Tolosa           |                  |          |          |            |            |            |  |  |        |        |        |  |
|  | 6                | Stade français   | 16               |          |          |            |            |            |  |  |        |        |        |  |
|  | 6                | Stade français   | 16               |          | Tolosa   | Tolosa     | 26         |            |  |  |        |        |        |  |
|  |                  |                  |                  |          | Tolosa   | Tolosa     | 26         |            |  |  |        |        |        |  |
|  |                  |                  | Leinster         | Leinster | 16       |            |            |            |  |  |        |        |        |  |
|  | 4                | Leinster         | Leinster         | Leinster | 16       | 29         |            |            |  |  |        |        |        |  |
|  | 4                | Leinster         |                  |          |          |            |            |            |  |  |        |        |        |  |
|  | 5                | Clermont         | 28               |          |          |            |            |            |  |  |        |        |        |  |

### Quarti di finale
| Arbitro: | Dave Pearson |

|                                |      |                        |
| Heaslip 22’, 33’               | mt   | 11’, 44’, 61’ Malzieu  |
| Sexton 22’, 33’                | tr   | 11’, 61’ B. James      |
| Sexton 21’, 37’, 55’, 66’, 73’ | c.p. | 16’, 43’, 50’ B. James |

| Arbitro: | George Clancy |

|                         |      |                                         |
| Ngwenya 11’ Balshaw 48’ | mt   | 19’ R. Jones 34’ L. Byrne 74’ N. Walker |
| D. Yachvili 11’, 48’    | tr   | 19’, 74’ Biggar                         |
| D. Yachvili 21’, 46’    | c.p. | 42’, 52’ Biggar                         |
| Traille 1’, 23’, 59’    | drop | 39’ Biggar                              |

| Arbitro: | Nigel Owens |

|                                                |      |                          |
| P. Warwick 4’ Howlett 23’, 75’ de Villiers 52’ | mt   | Clarke 39’               |
| O’Gara 52’, 75’                                | tr   | 39’ Myler                |
| O’Gara 1’, 58’, 67’                            | c.p. | 10’, 16’, 28’, 55’ Myler |

| Arbitro: | Alan Lewis |

|                                          |      |                       |
| Jauzion 40+1’ Albacete 59’ Heymans 74’   | mt   | 20’ Roncero           |
| Skrela 40+1’, 59’, 74’                   | tr   | 21’ Beauxis           |
| Skrela 23’, 32’, 45’, 48’, 66’, 71’, 80’ | c.p. | 26’, 43’, 46’ Beauxis |

### Semifinali
| Arbitro: | Nigel Owens |

|                          |      |                               |
| Jauzion 55’ Skrela 59’   | mt   | 63’ Heaslip                   |
| Skrela 55’, 59’          | tr   | 64’ S. Berne                  |
| Skrela 4’, 15’, 30’, 70’ | c.p. | 31’, 40’ S. Berne 44’ Kearney |

| Arbitro: | Dave Pearson |

|                                          |      |            |
|                                          | mt   | 28’ Earls  |
|                                          | tr   | 28’ O’Gara |
| D. Yachvili 38’, 43’, 64’, 70’, 77’, 79’ | c.p. |            |

### Finale
| Arbitro: | Wayne Barnes |

|                               |      |                                |
| Hunt 73’                      | mt   |                                |
| Courrent 73’                  | tr   |                                |
| D. Yachvili 4’, 15’, 28’, 49’ | c.p. | 21’ Fritz 33’, 36’, 66’ Skrela |
|                               | drop | 39’ Fritz 51’, 57’ Skrela      |